# KYCOMホールディングス
KYCOMホールディングス株式会社（カイコムホールディングス）は、福井県福井市に本社を置くソフトウェアなどの企業を統轄する日本の持株会社である。子会社として、共栄システムズ、共同コンピュータ、共栄データセンターなどのIT関連会社を多数所有している。2015年3月の有価証券報告書によると連結売上の18.0%が日立システムズ、9.8%が日立システムズエンジニアリングサービスであり、日立グループへの売上依存度が高く、日立グループ出身の役員も複数在任している。毎年のように子会社の合併や新設が行われている。

## 沿革
- 1968年5月 - 株式会社福井共同電子計算センター設立。
- 1973年5月 - 共同コンピュータ株式会社に社名変更。
- 1990年12月 - 株式を店頭公開（現在のJASDAQ）。
- 2004年10月 - 会社分割により持株会社化し、共同コンピュータホールディングス株式会社に社名変更。事業子会社として共同コンピュータ株式会社を設立。
- 2011年6月 - KYCOMホールディングス株式会社に社名変更。
- 2013年4月 - 完全子会社のボックシステム株式会社、株式会社東北共栄システムズ、有限会社湘南共栄システムズを吸収合併。
- 2013年11月 - 金融庁より、過年度決算で法令違反が認められ課徴金2700万円の支払い命令を受ける[1][2][3]。

## 連結子会社
- 共同コンピュータ株式会社（東京都）
- 株式会社共栄データセンター
- 株式会社共栄システムズ
- 株式会社九州共栄システムズ
- サムソン総合ファイナンス株式会社
- 共同コンピュータ株式会社（福井市）
- 株式会社KYCOMネクスト
- 北陸エリア・レンタカー株式会社
- GISコンサルティング株式会社
- YURISOFT, INC.(YSI)
- KYCOM ASIA PTE.LTD.